# Масколо, Георг
Георг Масколо (род. 26 октября 1964, Штадтхаген) — немецко-итальянский журналист, с 2011 года главный редактор Der Spiegel.
Сын немки и итальянца-германиста родом из Кастелламмаре-ди-Стабия. Имеет как немецкое, так и итальянское гражданство. После получения высшего юридического образования, стажировался в издательстве местной газеты. Вёл журналистское расследование как внештатный сотрудник частной радиостанции и познакомился с Штефаном Аустом, который пригласил его в SpiegelTV.
- 1992: работа над печатными изданиями, заместитель руководителя берлинского подразделения Der Spiegel.
- 2004: спецкор Der Spiegel в США.
- 5 февраля 2008 года: Матиас Мюллер фон Блюменкрон и Георг Масколо — главные редакторы Der Spiegel.
- 21 февраля 2011 года: Георг Масколо — главный редактор Der Spiegel.

Женат на Кате Глогер, журналистке Stern.
Работает экспертом по терроризму в ARD. Именно он, как репортёр, сообщал о падении Берлинской стены и этот репортаж теперь является документом, включённым в список Всемирного документального наследия ЮНЕСКО. Вместе с Кристианом Штробелем, депутатом немецкой партии Союз 90, в качестве репортёра, встречался в 2013 году со Сноуденом в Москве. В 2018 году Масколо с коллегами проводил расследование относительно яда Новичок и сделал заявление, согласно которому, Западу давно известно это вещество и обвинять только Россию в его применении — некорректно. В данное время является сотрудником Süddeutsche Zeitung